# 장자도
장자도(壯子島)는 전북특별자치도 군산시 옥도면 장자도리에 속하는 총면적 0.13 km2, 해안선 길이 1.9 km의 섬으로 고군산군도를 이룬다. 마을은 섬의 서남쪽에 있는데, 가제미라고 한다.

## 개요
섬 전체와 해안의 경관이 뛰어나고, 장자도항은 서해에서 폭풍우를 맞은 어선의 주요 대피항으로 이용된다. 주민들은 주로 어업에 종사하고 농업은 거의 이뤄지지 않는다. 거무타령, 어름마타령 등 구전민요가 전해져 온다.
지명은 『해동지도』(만경)에 '장척도(壯尺島)'로 처음 등장한다. 『대동여지도』에는 '장자봉(莊子峯)'으로 기록되어 있다. 선유8경 중 5경인 장자어화(壯子漁火)는 장자도 주변에서 밤에 조업하는 어선들의 불빛이 바다에 비쳐 일렁거리는 장관을 가리키는 것이다.

## 대장도
대장도(大長島)는 장자도의 북쪽으로 불과 20여 m 떨어져 있는 부속섬으로, 행정구역상으로는 전북특별자치도 군산시 옥도면 대장도리이다. 장자도와 길이 30 m, 폭 4 m의 다리로 이어져 있어 선유도의 북섬과 남섬처럼 실상 하나의 섬을 이룬다.
면적은 0.3 km2로 본 섬인 장자도의 2.3배에 이르지만, 섬 중앙에 솟아있는 해발 142.8 m의 장자봉을 중심으로 섬의 대부분이 바위산으로 이루어져 있다. 비교적 완만한 경사를 이루는 섬의 남동쪽 끝자락에만 작은 마을이 있는데, 장제미라고 한다. 인구는 2010년 말 기준으로 29명이다.

## 교통

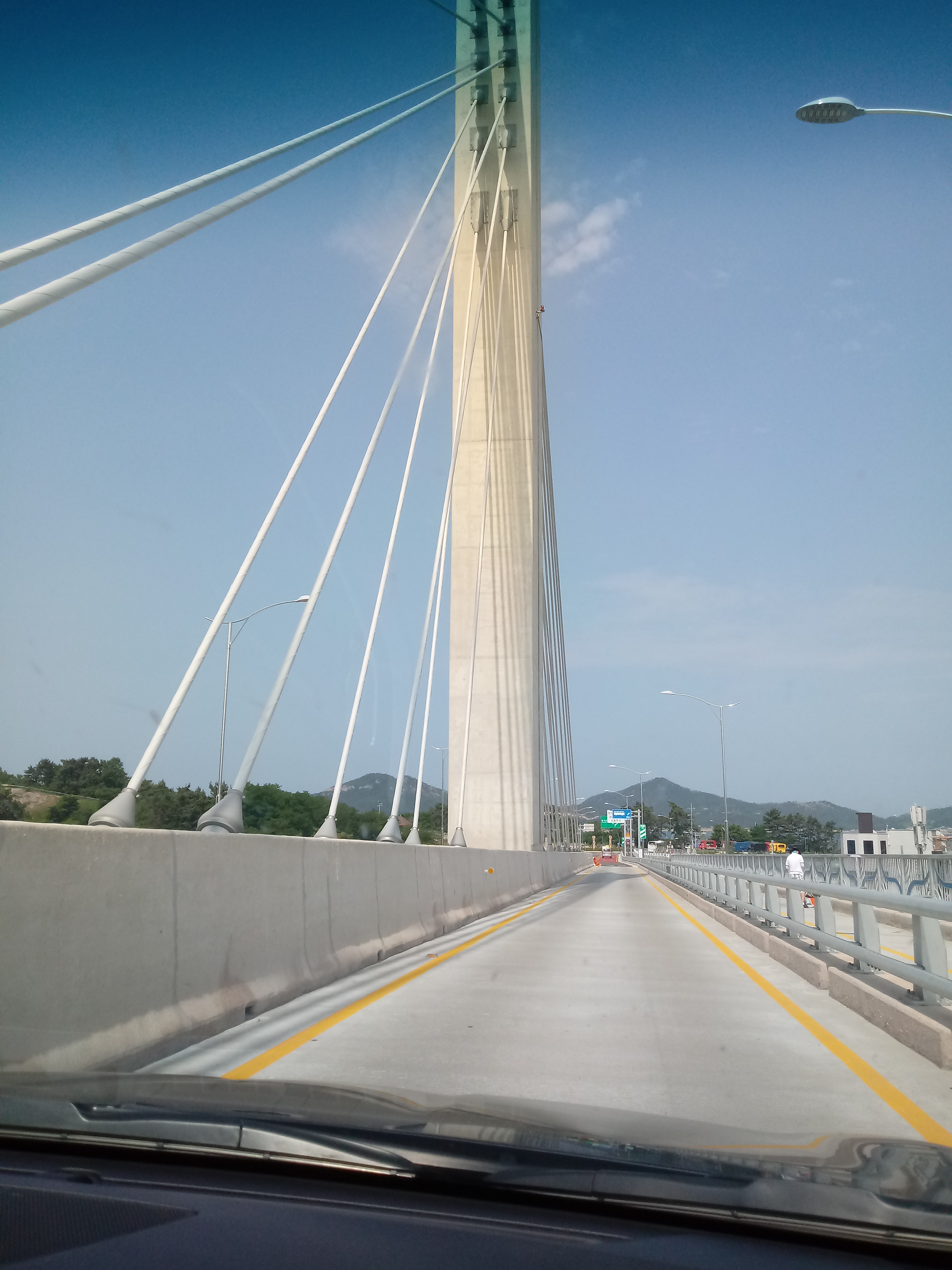
장자교. 2018년 6월

2017년 12월 28일에 새만금방조제와 고군산군도의 주요 섬들(장자도, 선유도, 신시도, 무녀도)을 연결하는 왕복 2차선의 고군산로가 개통되어 육지와 연결되었다. 이 도로는 2007년 직도 사격장 허가의 보상차원에서 2009년부터 건설되었는데, 국비 지원의 차질과 시공사의 부도 등으로 인하여 공사가 지연되어 당초 계획보다 4년 늦게 개통되었다. 이 중 장자도와 선유도를 잇는 다리는 장자교(壯子橋)라고 한다. 이 도로의 개통 전에 주민과 관광객은 주로 군산항 연안여객터미널에서 운항되는 정기 여객선을 이용해 육지와 교통하였다.
장자도는 이미 1986년 12월에 완공된 길이 268 m, 폭 3 m, 높이 30 m의 장자구교(壯子舊橋)로 선유도와 연결되었는데, 이 다리는 폭이 좁고 설계하중이 0.5톤(500kg)에 불과한데다 2011년 8월 8일 해상 크레인이 충돌해 다리 상판이 절단되는 사고까지 있어서 오토바이도 다닐 수 없다.

## 교육
과거에는 선유도초등학교 고군산분교가 있었으나, 1991년 2월 28일에 폐교되었다. 이 섬의 학생들은 인근의 선유도초·중학교로 통학한다.